# ランベルト・ザウリ
ランベルト・ザウリ（Lamberto Zauli, 1971年7月19日 - ）は、イタリア・ローマ出身の元サッカー選手、現サッカー指導者。現役時代のポジションはミッドフィールダー。現在はセリエC・FCクロトーネの監督を務めている。

## クラブ歴
キャリア初期はプロヴィンチャクラブを渡り歩き、主にラヴェンナFCやヴィチェンツァ・カルチョでプレーした。1997-98シーズンのUEFAカップウィナーズカップの準決勝では、後に優勝するチェルシーFC相手にゴールを決めた。

## 指導歴
2019年7月に、ユヴェントスFCのユースチームの監督に就任した。UEFAユースリーグでは初めてラウンド16に勝ち上がるなどの功績を残した。
2020年8月22日、アンドレア・ピルロの後任としてU-23ユヴェントスFCで指揮を執ることが発表された。

## タイトル
クラブ
ヴィチェンツァ・カルチョ
- セリエB : 1999-00

パレルモ
- セリエB : 2003-04